# Slovenka (film)
Slovenka je slovenski film scenarista in režiserja Damjana Kozoleta. Koscenarista sta Ognjen Sviličić in Matevž Luzar. V glavnih vlogah igrata Nina Ivanišin in Peter Musevski. Avtorja glasbe sta duo Silence. Svetovna premiera filma je bila 18. avgusta 2009 na sarajevskem filmskem festivalu (SFF), severnoameriška pa 12. septembra 2009 na prestižnem filmskem festivalu v Torontu. Film je bil prikazan na več kot 100 festivalih in odkupljen za distribucijo v 30 držav, med drugim v Franciji, ZDA, Nemčiji, Nizozemski, Tajvanu, itd. Dobil je pozitivne kritike v najpomembnejših mednarodnih filmskih revijah
. Prvi slovenski film, ki je bil dostopen na platformi Netflix. V ZDA, kjer je izšel tudi na DVD-ju, so ga predvajali pod naslovom A Call Girl, mednarodni naslov filma pa je Slovenian Girl.

## Zgodba
Zgodba filma se dogaja v Ljubljani leta 2008, ko Slovenija predseduje Evropski uniji. Glavna junakinja Aleksandra je stara 23 let, študira angleščino. Doma je iz Krškega. Njena oče in mama sta ločena. Pripravlja se na diplomo. Nikomur se niti sanja ne, da ima v oglasniku oglas pod šifro »Slovenka« in da se skrivaj prostituira. Spretno manipulira z ljudmi okoli sebe, prepričljivo laže, tudi krade, sovraži mamo. Edini, ki ga ima zares rada, je njen oče. Aleksandra ima svoje načrte za življenje, ki pa ni tako enostavno, kot si naivno predstavlja.

## Festivali
Film je bil prikazan na več kot sto mednarodnih filmskih festivalih: Sarajevo Film Festival, Toronto International Film Festival, London Raindance FF, Montreal IFF, Pusan IFF (Južna Koreja), Varšava IFF, Mostra de Valencia, Sao Paulo IFF, Kairo IFF, Solun IFF, Palm Springs IFF, Göteborg IFF, Rotterdam IFF, Chicago IFF, Edinburg FF, East End FF London, Munchen IFF, Jeruzalem IFF, Motovun FF...

## Nagrade
- nagrada za najboljšo igralko (Nina Ivanišin), Valencija IFF, Španija, 2009
- nagrada za najboljšo igralko (Nina Ivanišin), Les Arc European Film Festival, Francija, 2009
- nagrada občinstva, Festival evropskega filma, Pariz, 2010
- nagrada za najboljšo igralko (Nina Ivanišin), Festival evropskega filma, Pariz, 2010
- Grand Prix - nagrada za najboljši film, Girona FF, Španija, 2012
- nagrada za najboljšo režijo, Girona FF, Španija, 2012
- nagrada za najboljši scenarij, Girona FF, Španija, 2012
- nagrada za najboljšo igralko (Nina Ivanišin), Girona FF, Španija, 2012